# Dancing Queen
〈Dancing Queen〉(한국어: 댄싱 퀸)은 스웨덴의 팝 그룹 ABBA의 유로팝 및 디스코 곡으로, 그들의 네 번째 스튜디오 음반인 《Arrival》 (1976년)의 리드 싱글로 발매되었다. 베뉘 안데르손, 비에른 울바에우스, 스티그 앤더슨이 작사, 작곡을 했다. 안데르손과 울바에우스도 이 곡을 프로듀싱했다. 〈Dancing Queen〉은 1976년 8월 15일 스웨덴에서 싱글로 발매되었고, 며칠 후 영국에서 발매되었다. 그것은 전 세계적으로 히트를 쳤다. 이 음반은 미국에서 ABBA의 유일한 1위 히트곡이 되었고 호주, 캐나다, 네덜란드, 벨기에, 아일랜드, 멕시코, 뉴질랜드, 노르웨이, 남아프리카 공화국, 스페인, 스웨덴, 영국, 서독, 로디지아에서 1위를 차지했다. 〈Dancing Queen〉은 많은 다른 나라들에서도 상위 5위 안에 들었다.
음악적으로, 〈Dancing Queen〉은 미국 디스코 음악의 유럽 버전이다. 디스코 음악이 미국 차트를 장악하자, 이 그룹은 필 스펙터의 월 오브 사운드 편곡을 모방하며 트렌드를 따르기로 결정했다. 안데르손과 울바에우스는 조지 맥크레이의 〈Rock Your Baby〉를 이 곡의 스타일에 영감을 주는 원천으로 인용했다. 이 곡은 "유쾌하면서도 유혹적인 시"와 "가슴을 울리는 고음으로 올라가는 극적인 코러스" 사이를 번갈아 가며 노래한다. 안데르손의 건반 선이 특징인데, 이는 멜로디의 정교함과 고전적 복잡성을 강조하며, 울바에우스와 안데르손은 많은 악기 훅을 믹스 안팎으로 교차시킨다. 앙네타 펠트스코그와 안니프리드 륑스타의 레이어드 보컬은 "멜로디의 많은 턴을 완벽하게 협상"하며 역동성으로 주목받았다. 서정적으로 이 노래는 디스코텍 방문에 관한 것이지만 춤 자체의 즐거움에서 주제에 접근한다. 오늘날, 이 노래는 ABBA의 가장 인지도가 높고 인기 있는 노래가 되었다.
2015년 이 곡은 그래미 명예의 전당에 헌액되었다.

## 배경
〈Dancing Queen〉의 녹음 세션은 1975년 8월 4일에 시작되었다. 데모는 〈Bogaloo〉라고 불렸고 세션이 진행되면서 안데르손과 울바에우스는 조지 맥크레이의 〈Rock Your Baby〉의 댄스 리듬과 닥터 존의 1972년 음반인 《Dr. John's Gumbo》의 드럼에서 영감을 찾았다. 오프닝 멜로디는 덜레이니 & 보니(1971년의 《Motel Shot》)의 Sing My Way Home을 울린다. 1975년 9월 펠트스코그와 륑스타는 세션 중에 보컬을 녹음했고, 3개월 후에 트랙이 완성되었다.
세션이 진행되는 동안 베뉘 안데르손은 백 트랙이 그려진 테이프를 집으로 가져와 안니프리드 륑스타에게 재생했는데, 륑스타는 듣고 울기 시작한 것으로 보인다. 륑스타는 "저는 그 노래가 너무 아름답다고 생각했습니다. 그것은 당신의 가슴에 직접 닿는 노래들 중 하나입니다." 앙네타 펠트스코그는 나중에 "어떤 것이 히트할지 아는 것은 종종 어렵습니다. 예외는 〈Dancing Queen〉이었습니다. 우리 모두는 그것이 거대할 것이라는 것을 알고 있었습니다."

## 반응
올뮤직의 도널드 A. 과리스코에 따르면, 이 트랙의 "진정성과 순수한 음악성은 디스코 붐을 능가하고 댄스 팝의 표준이 되도록 했다." 이 곡의 발매는 또한 ABBA를 국제적인 활동으로 굳혔고 향후 4년에 걸친 그룹의 '고전적인 기간'의 시작을 의미했다. 캐롤 더글러스나 카일리 미노그 같은 댄스 디바들의 표준이 되었고, 아일랜드의 U2를 포함한 수많은 아티스트들에 의해 다뤄졌다. 이 노래는 성소수자 사회에 의해 채택되었으며, 《모조》 잡지에 따르면 가장 보편적인 "게이 앤섬" 중 하나로 남아 있다. 《빌보드》는 디스코지 17에서 한 사람의 가장 위대한 경험의 주제가 대부분의 ABBA 노래보다 더 실질적이라는 것을 발견했고, 보컬 하모니를 마마스 앤 파파스와 비교했다. 《캐시박스》는 이 곡이 "제목에 맞는 강한 업비트에 의해 뒷받침된다"며 "풍부한 보컬 하모니가 가져온 훅과 이 그룹을 구별하는 잔향에 젖은 사운드의 벽이 존재한다"고 말했다.

## 곡 목록
- 7인치 바이닐

1. "Dancing Queen" – 3:52
2. "That's Me" – 3:15

- 1992년 7인치 유럽판 재발행

1. "Dancing Queen" – 3:52
2. "Lay All Your Love on Me" – 4:35

- 1992년 12인치/CD 유럽판 재발행

1. "Dancing Queen" – 3:52
2. "Lay All Your Love on Me" – 4:35
3. "The Day Before You Came" – 5:50
4. "Eagle" – 5:49

- 1992년 12인치 미국 재발행

1. "Dancing Queen" – 3:52
2. "Take a Chance on Me" – 4:04[7]

## 인증
| 국가                                                                                         | 인증        | 판매량/출하량 |
| -------------------------------------------------------------------------------------------- | ----------- | ------------- |
| 오스트레일리아                                                                               | —           | 300,000       |
| 덴마크 (IFPI Danmark)                                                                        | 플래티넘    | 90,000        |
| 아일랜드 (IRMA)                                                                              | 골드        | 50,000        |
| 이탈리아 (FIMI) sales since 2009                                                             | 골드        | 15,000*       |
| 일본 physical sales                                                                          | —           | 350,000       |
| 일본 (RIAJ) PC download                                                                      | 골드        | 100,000*      |
| 일본 (RIAJ) Full-length ringtone                                                             | 골드        | 100,000*      |
| 케냐                                                                                         | —           | 10,000        |
| 네덜란드                                                                                     | —           | 150,000       |
| 포르투갈                                                                                     | —           | 20,000        |
| 영국 (BPI)                                                                                   | 2× 플래티넘 | 1,550,000     |
| 미국 (RIAA)                                                                                  | 골드        | 1,000,000^    |
| 미국 digital                                                                                 | —           | 597,000       |
| 유고슬라비아                                                                                 | 실버        | 80,000        |
| 요약                                                                                         |             |               |
| 유럽                                                                                         | —           | 3,000,000     |
| 전 세계                                                                                      | —           | 4,000,000     |
| *판매량을 기반으로 한 인증 · ^출하량을 기반으로 한 인증 · 판매량+스트리밍을 기반으로 한 인증 |             |               |